# 朗达夫朗
朗达夫朗（法語：Landavran，法語發音：[lɑ̃davʁɑ̃]）是法国伊勒-维莱讷省的一个市镇，位于该省东部，属于富热尔-维特雷区。

## 地理
朗达夫朗（48°9'32"N, 1°17'22"W）面积5.01 平方千米，位于法国布列塔尼大區伊勒-维莱讷省，该省份为法国西北部沿海省份，位于布列塔尼半岛东部，北濒大西洋，西接阿摩尔滨海省和莫尔比昂省，南至大西洋卢瓦尔省，西南端接曼恩-卢瓦尔省，东临马耶讷省，东北与芒什省接壤。
与朗达夫朗接壤的市镇（或旧市镇、城区）包括：尚波、蒙特勒伊苏佩鲁斯、泰利、瓦勒迪泽。

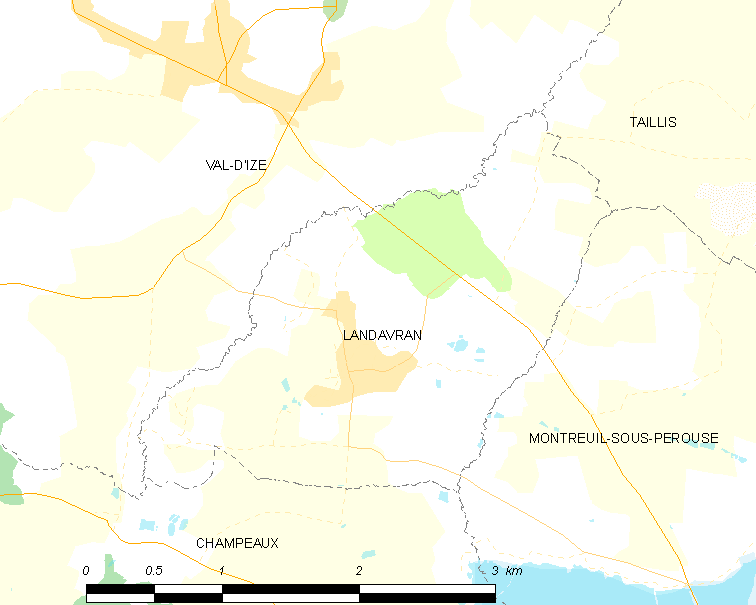
朗达夫朗的OSM定位图

朗达夫朗的时区为UTC+01:00、UTC+02:00（夏令时）。

## 行政
朗达夫朗的邮政编码为35450，INSEE市镇编码为35141。

## 政治
朗达夫朗所属的省级选区为维特雷县。

## 人口

1962-2008年间朗达夫朗人口变化图示

朗达夫朗于2022年1月1日时的人口数量为682人。